# Svrzův dům

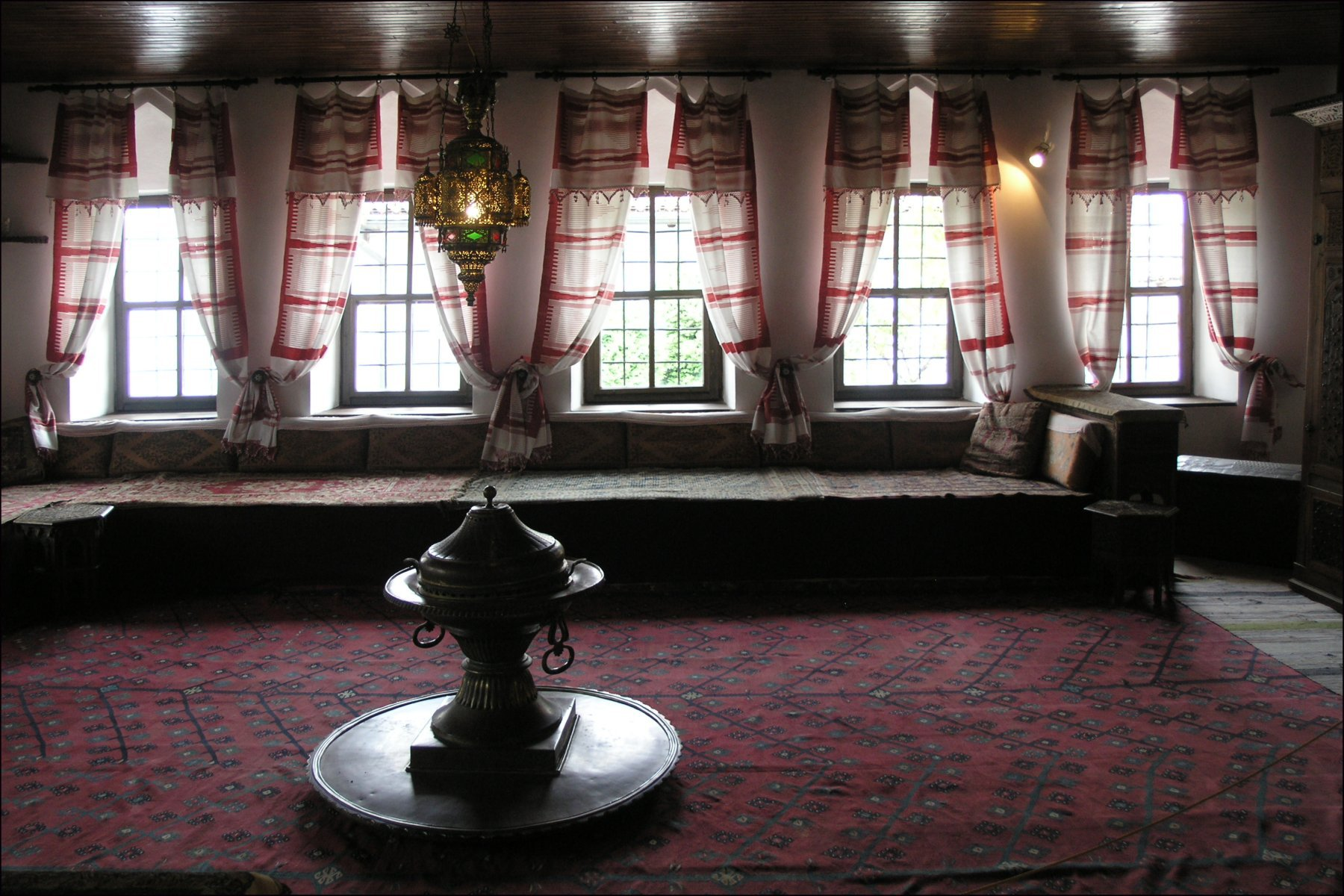
Jeden z pokojů

Svrzův dům (bosensky Svrzina kuća) je tradiční dům z 18. století, který se nachází v centru Sarajeva (Ul. Glođina 6). V současné době je dochovaný historický dům součástí Sarajevského muzea. Objekt je kulturní památkou. Je dochován jako ukázka životního stylu vyšších tříd muslimského obyvatelstva Bosny a Hercegoviny z dané doby.
Dům byl vybudován z nepálených cihel a ze dřeva. Původně byl rozdělen na soukromou (k bydlení) a veřejnou (k návštěvám) část, resp. na mužskou a ženskou část.

## Historie
Dům byl vybudován pro potřeby vysoce postavené obchodnické rodiny Glođů. Vznikl nejspíše již v 17. století, nicméně v souvislosti s požárem města v roce 1697 byl téměř celý zničen a musel být kompletně obnoven. Budován byl po částech; nejstarší byla dnešní ženská část, mužská byla dobudována později. Glođové dům vlastnili až do roku 1848, kdy byl poslední vlastník po sporech s tehdejším bosenským vezírem vyhnán na Krétu. Nejbližším dědicem posledního vlastníka (Ahmeda Muniba Glođe) byl potomek v rodině Svrzů, podle kterých získal dům svůj současný název. Během druhé světové války byl dům těžce poničen a některé jeho původní části byly strženy. Zmenšen byl jeden z dvorů (tzv. mužský dvůr) a na jeho části byla rozšířena přiléhající ulice.
Svrzové dům vlastnili až do 60. let 20. století; poté jej prodali městu Sarajevu a to zde zřídilo muzeum. V 50. letech 20. století zde proběhly restaurátorské a konzervační práce. Bylo zjištěno, která část objektu je nejstarší a pomocí analýz použitého stavebního materiálu i rozsah poškození objektu požárem v roce 1697.
Později se zde nacházela výstava lidových krojů 19. století.
Dům byl po skončení války v 90. letech zrekonstruován a roku 1997 otevřen veřejnosti. Druhá rozsáhlejší rekonstrukce se uskutečnila v roce 2005. V současné době je otevřen s výjimkou zimních měsíců návštěvníkům, na dvoře se konají čas od času různé kulturní akce.